# Tortenboden

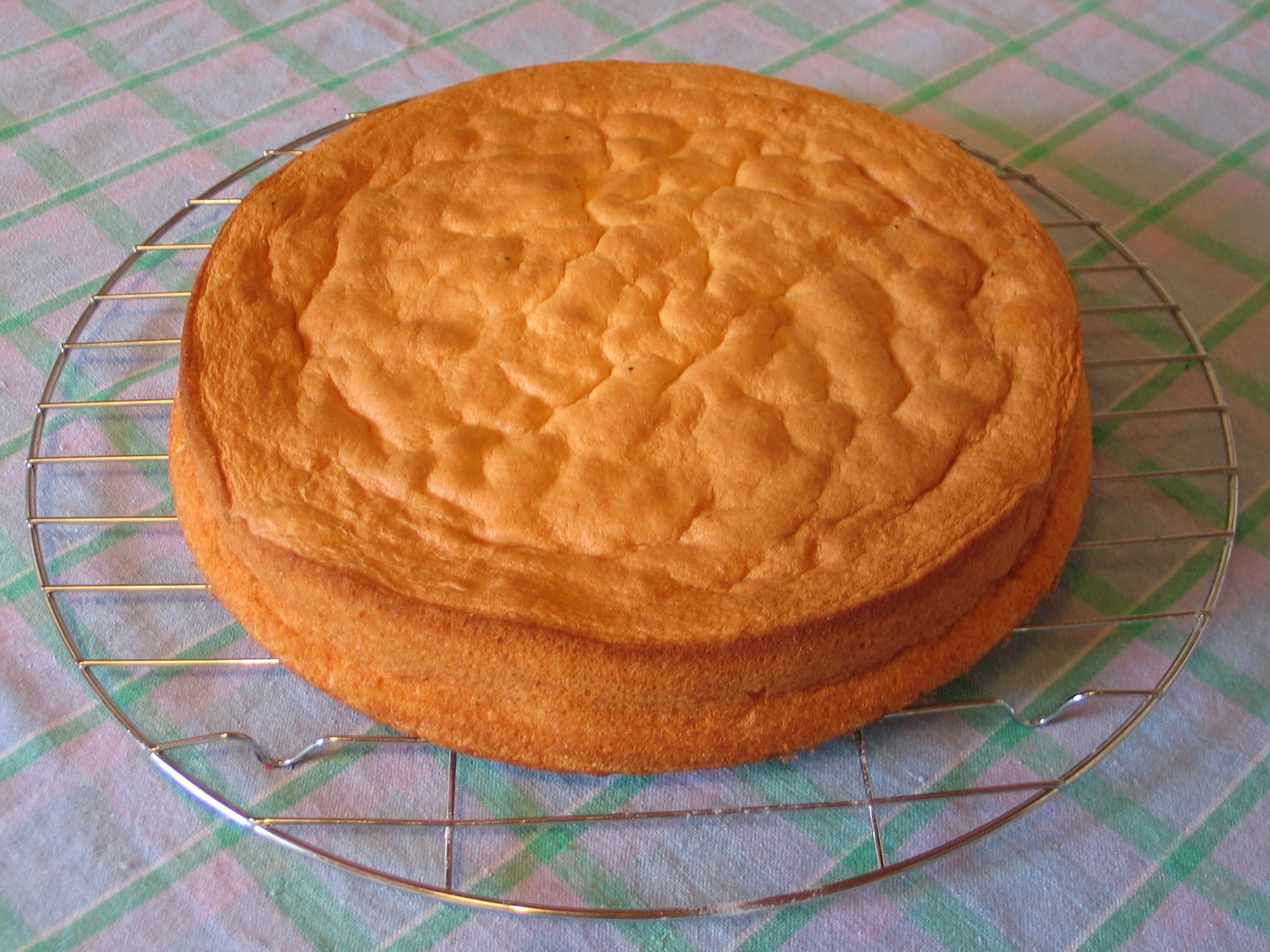
Tortenboden aus Biskuitmasse

Als Tortenboden wird eine Teigmasse bezeichnet, die durch Creme, Früchte oder anderen Lebensmitteln zu einer Torte weiterverarbeitet wird. Zum Schneiden eines Tortenbodens gibt es spezielle Tortenmesser.

## Biskuitmasse
Ein Tortenboden aus Biskuitmasse wird aus Ei, Zucker, Mehl und Backpulver oder zusätzlich Butter und Speisesalz oder Vanillezucker hergestellt. Mit Backpulver, Apfelessig und Speisestärke kann ein veganer Biskuitmassentortenboden erzeugt werden. Ein Tortenboden aus Biskuitmasse kann quer geteilt, mit Tortencreme gefüllt und somit als Torte verwendet werden. Wird flüssige Butter im Teig verwendet, wird der Tortenboden auch Wiener Biskuit, Wiener Masse oder Wiener Boden genannt.

## Kekskrümel
Für Produkte, die nicht gebacken werden, werden Krümel von Keksen und geschmolzene Butter oder Schokolade verwendet. Als Grundlage eignen sich verschiedene Arten von Keksen, etwa Butterkekse, Cantuccini, Cornflakes, Löffelbiskuit, Schoko-Puffreis, Amaretti, Zwieback, Kuchenreste, Mürbeteig-Kekse oder Spekulatius. Butter, Öl oder Schokolade binden die Masse.

## Obstboden
Der Obstboden – ein Teig, der mit verschiedenen Obstarten belegt wird – wird meist als Rührmasse hergestellt, kann jedoch auch als Biskuitmasse produziert werden. Üblich ist dabei eine spezielle runde Obstbodenform mit Einkerbungen am Rand.